# Nachal Šimron
Nachal Šimron (hebrejsky: נחל שימרון) je vádí v Dolní Galileji v severním Izraeli.
Začíná v nadmořské výšce okolo 200 metrů na okraji Dolní Galileji, severně od obce Timrat na zalesněných západních svazích vrchu Giv'at Timrat, u kterých se rozkládá starověká lokalita Tel Šimron. Vádí směřuje k západu, kde vstupuje do rovinaté krajiny zemědělsky využívaného Jizre'elského údolí, přičemž se stáčí k jihu a z východu míjí kopcovitý hřbet pohoří Giv'at Chacir. Z východu míjí vesnici Manšija Zabda. Prochází mezi vesnicemi Bejt Še'arim a Nahalal, kde zleva ústí do vádí Nachal Nahalal.